# Ivo Mancini
Pour les articles homonymes, voir Mancini.
Ivo Mancini (né le 6 avril 1915 à Guasticce di Collesalvetti et mort le 24 février 2000 à Livourne) est un coureur cycliste italien. Il a notamment été champion du monde sur route amateur en 1935.

## Palmarès
- 1935
  -  Champion du monde sur route amateurs
  -  Champion d'Italie sur route amateurs
  - Gran Premio Maino
- 1936
  - 2e de la Coppa San Geo
- 1948
  - 6e étape du Giro di Puglia e Lucania
- 1949
  - 8e étape du Giro di Puglia e Lucania
- 1951
  - 2e du Gran Premio della Liberazione

## Résultats sur le Tour d'Italie
3 participations
- 1936 : non-partant (8e étape)
- 1937 : non-partant (9e étape)
- 1939 : 53e